# Akugra
Akugra (georgiska: აკუგრა), eller Akughra (აკუღრა), är ett berg i Georgien. Det ligger i den nordvästra delen av landet, i den sutonoma republiken Abchazien. Toppen på Akugra är 2 511 meter över havet. Närmaste större samhälle är Lichni, 20 km åt sydväst.